# Хоссейн Кананізадеган
Мохаммедхоссейн Кананізадеган (перс. محمدحسين کنعانى زادگان‎; нар. 23 березня 1994, Абадан, Іран) — іранський футболіст, захисник «Персеполіса» та національної збірної Ірану.

## Клубна кар'єра

### Персеполіс
У січні 2012 року приєднався до «Персеполіса». З клубом підписав 2,5-річний контракт, до завершення сезону 2013/14 років. Дебютував у футболці «Персеполіса», вийшовши на поле в стартовому складі останнього туру Про-ліги 2011/12 проти «Фулада». Виступав за молодіжну команду «Персеполіса» в Тегеранській футбольній лізі.

### Оренда в «Бейра-Мар»
У серпні 2013 року орендований португальським клубом «Бейра-Мар». Проте не зміг отримати дозволу на роботу в країні, через що не зіграв за команду жодного офіційного поєдинку та змушений був повернутися до Ірану.

### Оренда в «Малаван»
Влітку 2014 року, для проходження військової служби, відправився в 2-річну оренду до «Малавану». Відзначився дебютним голом за нову команду в нічийному (1:1) поєдинку проти «Естеґлала».

### «Естеґлал»
У травні 2016 року, по завершення 2-річної військової служби, Хоссейн повинен був повернутися до «Персеполіса». Проте Кананізадеган відмовився повертатися до команди й перейшов до «Естеґлала». Незабаром після переходу отримав травму, через яку встиг зіграти за «Естеґлал» лише 2 поєдинки. По завершенні сезону отримав статус вільного агента.

### «Сайпа»
У сезоні 2017/18 років грав за «Сайпу».

### «Машін Сазі»
Напередодні старту сезону 2018/19 років приєднався до «Машін Сазі». За підсумками сезону в іранському чемпіонаті провів 27 матчів, в яких відзначився 1 голом.

### «Персеполіс»

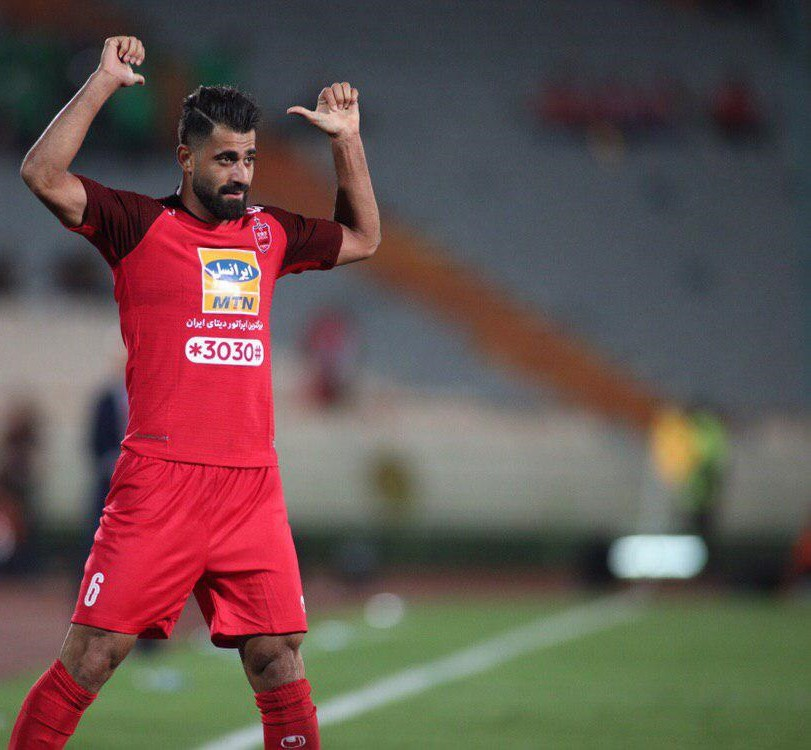
Хоссейн Кананізадеган у вересні 2019 року святкує гол у ворота «Санат Нафт»

7 липня 2019 року підписав 2-річний контракт з діючими чемпіонами Про-ліги «Персеполіс». 16 вересня 2019 року відзначився дебютним голом за «Персеполіс» у переможному (1:0) поєдинку проти «Санат Нафту».

## Клубна статистика
Станом на 6 лютого 2020
| Клуб              | Дивізіон          | Сезон             | Ліга  | Ліга | Кубок Хазфі | Кубок Хазфі | Азія  | Азія | Загалом | Загалом |
| Клуб              | Дивізіон          | Сезон             | Матчі | Голи | Матчі       | Голи        | Матчі | Голи | Матчі   | Голи    |
| ----------------- | ----------------- | ----------------- | ----- | ---- | ----------- | ----------- | ----- | ---- | ------- | ------- |
| «Персеполіс»      | Про-ліга          | 2011–12           | 1     | 0    | 0           | 0           | 0     | 0    | 1       | 0       |
| «Персеполіс»      | Про-ліга          | 2012–13           | 0     | 0    | 0           | 0           | –     | –    | 0       | 0       |
| «Персеполіс»      | Про-ліга          | 2013–14           | 0     | 0    | 0           | 0           | –     | –    | 0       | 0       |
| «Малаван»         | Про-ліга          | 2014–15           | 19    | 1    | 0           | 0           | –     | –    | 19      | 1       |
| «Естеґлал»        | Про-ліга          | 2016–17           | 2     | 0    | 0           | 0           | 0     | 0    | 2       | 0       |
| «Сайпа»           | Про-ліга          | 2017–18           | 7     | 3    | 0           | 0           | –     | –    | 7       | 3       |
| «Машін Сазі»      | Про-ліга          | 2018–19           | 27    | 1    | 2           | 0           | –     | –    | 29      | 1       |
| «Персеполіс»      | Про-ліга          | 2019–20           | 18    | 1    | 2           | 0           | 0     | 0    | 20      | 1       |
| Усього за кар'єру | Усього за кар'єру | Усього за кар'єру | 74    | 6    | 4           | 0           | 0     | 0    | 78      | 6       |

## Кар'єра в збірній

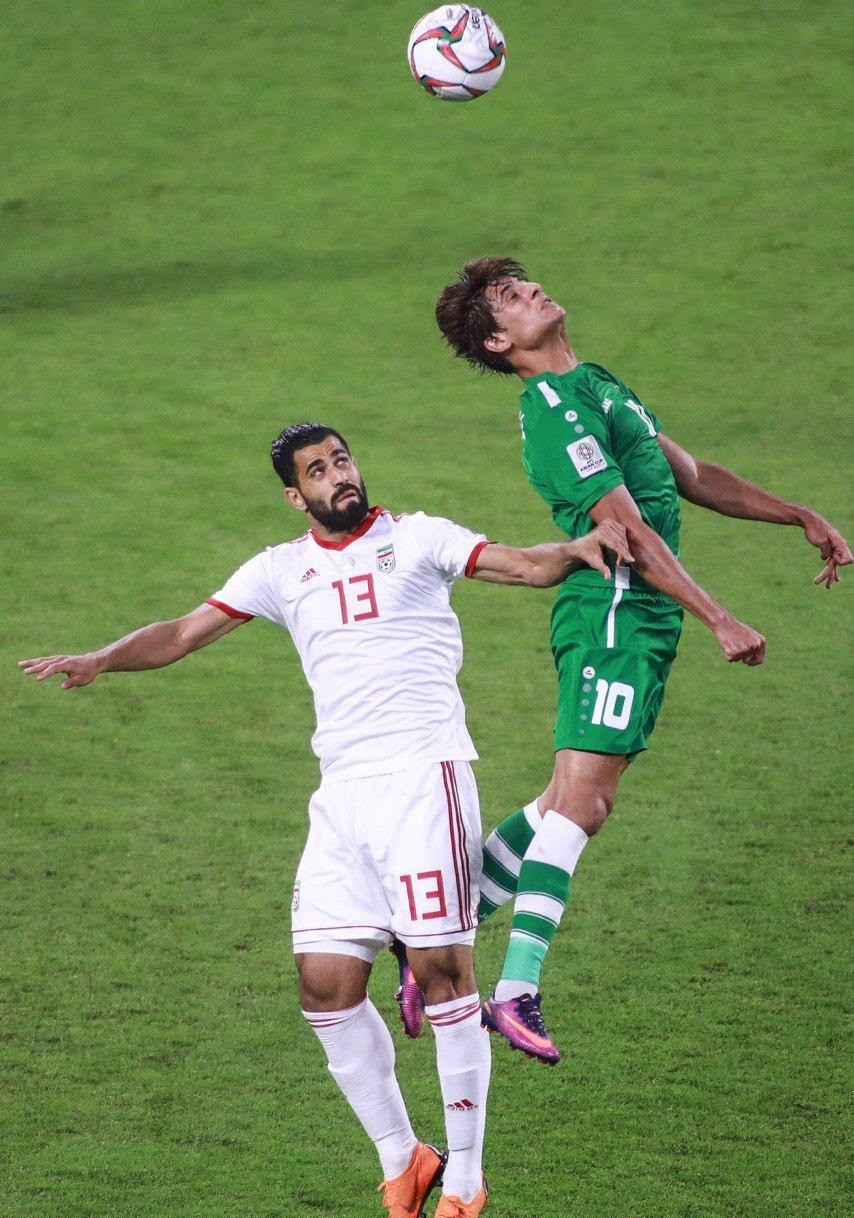
Хоссейн Кананізадеган під час виступів за збірну Ірану на Кубку Азії.

### Іран U-17
Зіграв 2 поєдинки на юнацькому (U-16) чемпіонату Азії 2010 року.

### Молодіжна збірна
Зіграв у 4-х матчах кваліфікації юнацького (U-19) чемпіонату Азії 2012 року, в яких допоміг свої збірній не пропустити жодного м'яча. Зіграв у стартовому складі в першому поєдинку на Чемпіонаті, допоміг відстояти іранцям власні ворота «на нуль» та навіть влучив у штангу після пострілу з 30-метрової відстані. У футболці іранської «молодіжки» брав участь у кваліфікації юнацького (U-19) чемпіонату Азії 2012 року, Кубку СНД 2012 року, юнацькому чемпіонаті АФФ (U-19) 2012 року та юнацькому (U-19) кубку Азії 2012 року.

### Олімпійська збірна
Викликався Нелу Вінгадою для підготовки до Азійських ігор 2014 року в Інчхоні та Молодіжному (U-22) чемпіонату Азії (кваліфікаційний турнір для участі в Літній Олімпіаді). Отримав виклик до остаточного списку гравців збірної Ірану (U-23) для участі в фінальній частині Азійських ігор 2014 року в Інчхоні.

### Головна збірна
У футболці національної збірної Ірану дебютував 11 червня 2015 року в товариському поєдинку проти Узбекистану. Також зіграв 16 червня 2015 року в поєдинку проти Туркменістану.

### Голи за національну збірну
Рахунок та результат збірної Ірану в таблиці подано на першому місці.
| №  | Дата           | Місце                | Суперник | Рахунок | Результат | Змагання             |
| -- | -------------- | -------------------- | -------- | ------- | --------- | -------------------- |
| 1. | 10 жовтня 2019 | Азаді, Тегеран, Іран | Камбоджа | 3–0     | 14–0      | кваліфікація ЧС 2022 |

#### Молодіжна збірна
| Голи за молодіжну збірну | Голи за молодіжну збірну | Голи за молодіжну збірну                  | Голи за молодіжну збірну | Голи за молодіжну збірну | Голи за молодіжну збірну | Голи за молодіжну збірну        | Голи за молодіжну збірну |
| ------------------------ | ------------------------ | ----------------------------------------- | ------------------------ | ------------------------ | ------------------------ | ------------------------------- | ------------------------ |
| 1                        | 3 листопада 2012         | Рас-ель-Хайма, Об'єднані Арабські Емірати | Японія                   | 2–0                      | Перемога                 | юнацький (U-19) кубок Азії 2012 |                          |

## Досягнення
«Персеполіс»
- Про-ліга Перської затоки
  -  Чемпіон (3): 2019/20, 2020/21, 2023/24

- Суперкубок Ірану
  -  Володар (1): 2019, 2020